# Geografia da Letónia
A Letónia localiza-se a leste do Mar Báltico, entre a Estónia e a Lituânia. Cerca de 98% do país está abaixo dos 200 m de altitude. A Letônia pode ser dividida em três grandes regiões: a Letônia cidental, Letônia oriental e as Grandes Planícies. As florestas de pinheiros cobrem cerca de 41% do país. Antes da Segunda Guerra Mundial, a Letônia estendia-se até à Polônia, mas como resultado de mudanças de fronteira pela União Soviética, este território foi anexado à Bielorrússia.

## Localização
A localização estratégica da Letônia fez gerar muitas guerras entre potências rivais. Em 1944, a URSS concedeu a Letônia a região de Livônia Abrene (certa região fronteiriça).

## Hidrografia
Os principais rios incluem o Daugava, o Lielupe, o Gauja, o Venta e os Salaca. A Letónia detém mais de 12.000 rios, dos quais apenas 17 têm mais de 90 quilómetros, e mais de 3000 pequenos lagos, a maioria dos quais estão eutrofizados. Os principais portos são de Liepaja e Ventspils que fornecem água quente a toda região báltica.

### O Daugava, ou, Duina Ocidental

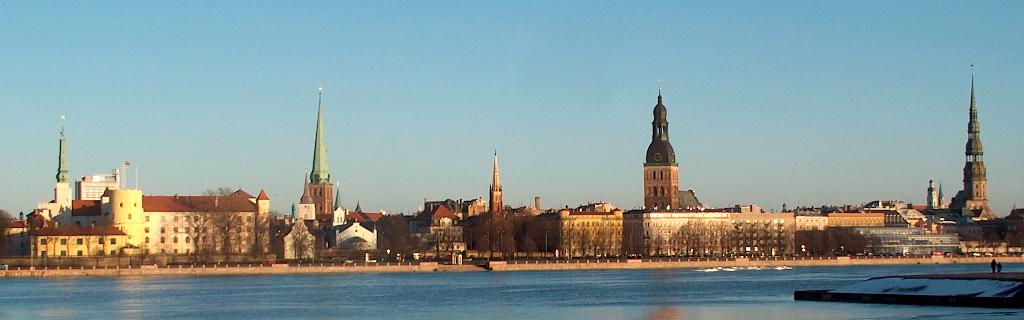
Riga vista do rio Duina Ocidental.

O rio carrega um fluxo médio anual de 21 km³ de água. O Rio dentro da Letônia tem apenas 98 metros. Mas a extensão não fez com que ele não fosse o menos importante: tornou-se uma fonte de atrativo à produção de energia hidroeléctrica. A primeira estação hidrelétrica, em Kegums, foi construída durante o período de independência da Letónia. A segunda barragem, em Plavinas, suscitou uma onda de protesto incomum em 1958: um protesto ao alagamento de sítios históricos e paisagísticos, particularmente, um desfiladeiro com raras plantas e características naturais, tais como o Staburags. A construção da barragem foi aprovado em 1959. A terceira barragem, ligeiramente acima de Riga, não provocou muitos protestos por causa do suposto desespero de causa. A quarta proposta de barragem, na cidade de Daugavpils sobre o Rio Daugava, tornou-se um ponto de protesto entre 1986 e 1987 por centenas de milhares de letões. Esta barragem não foi construída, a despeito da grande despesas já deslocadas para o projeto.

### O Gauja, o Venta e o Aiviekste
O Rio Venta, no oeste, carrega 2,9 km cúbicos de água; o Gauja, no Nordeste, 2,5 km³, e os Aiviekste, no leste, 2,1 km³. Pouca energia hidroeléctrica é gerado por essas águas. O Gauja é um dos mais atraentes da Letónia, tendo águas limpas e tem um grande Parque Nacional adjacente ao longo de ambas as suas margens, como uma das suas características notáveis. As suas águas frias atraem a truta e o salmão. 

## Relevo
A Geografia da Letónia é caracterizada pela suavidade das montanhas, a quantidade de florestas, lagos e rios, que desembocam no Mar Báltico e no Golfo de Riga. A maior parte do seu território é plano, coberto por depósitos de lama e terra, existem grandes áreas ocupadas por florestas coníferas, charnecas e pântanos. As planícies de Zemgale, a sul da fronteira com a Lituânia, contém as maiores florestas e a terra mais fértil da região, por isso é considerado o breadbasket do país.

## Economia
Cerca de 10% do território consiste de turfeiras, pântanos, e sapais, alguns dos quais são cobertos por florestas com crescimento atrofiado. As florestas são as característica notáveis da Letónia. A Letônia é uma grande exportadora de Madeira, principal matéria prima do país. Durante muito tempo a madeira tem sido uma fonte básica de energia. A utilização da madeira como combustível aumentou na década de 1990, causa da elevação de preços em outras formas de energia. A madeira também é um recurso importante para a indústria de celulose e papel, sem falar da importância no mercado imobiliário. Uma grande preocupação hoje é o corte de madeira não regulamentado para o mercado externo. Em 1992 o problema tinha-se tornado tão grave que foi dado o direito transportar armas de fogo entre os funcionários florestais. Entre a produção da Letônia pode destacar-se o mirtilo e o cogumelo.

## Clima

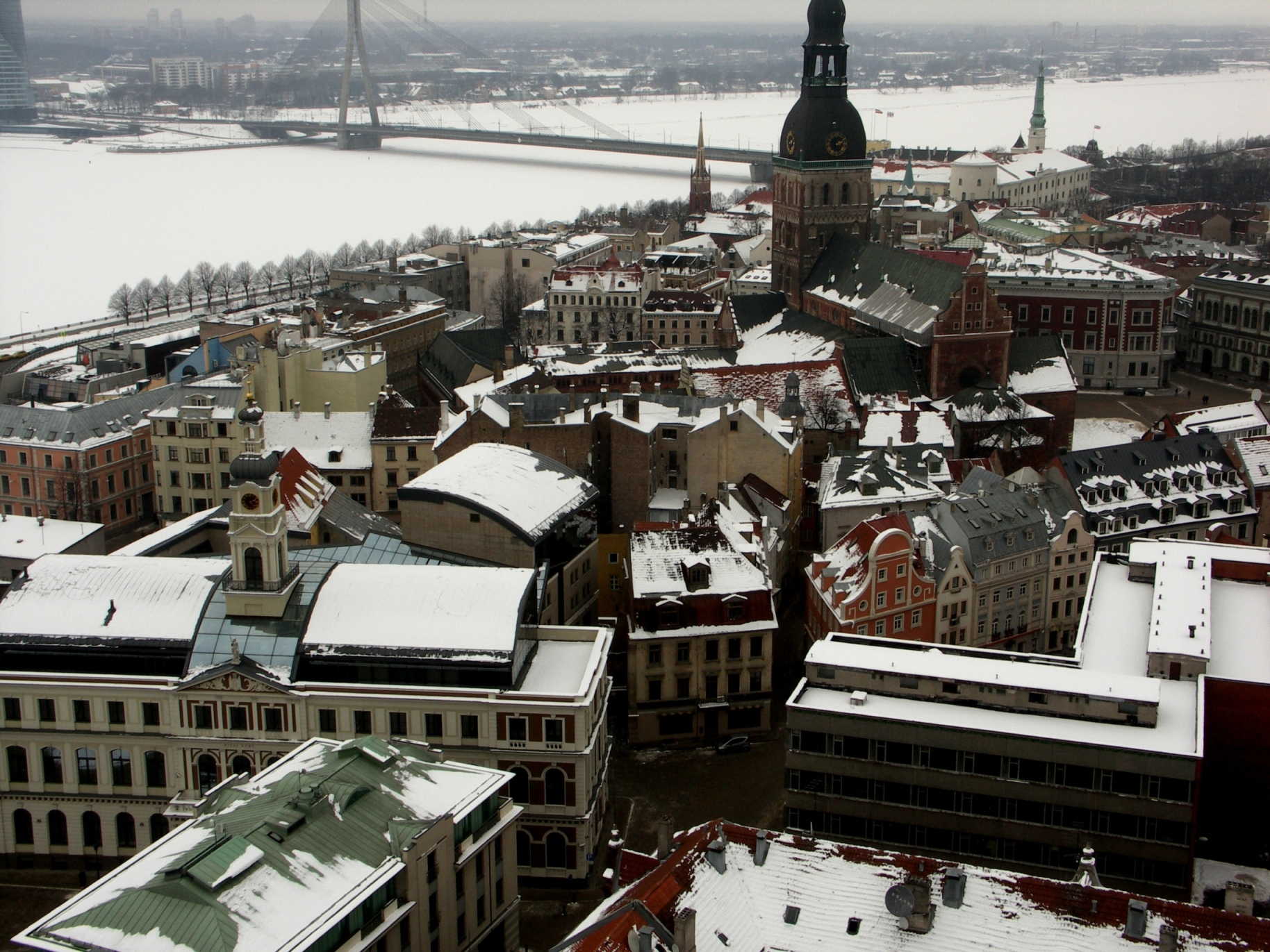
Riga, após uma leve queda de Neve.

A Letónia tem verões frescos e invernos frios com frequentes nevadas. A temperatura máxima recorde na Letónia foi de 36,4C° graus e as mínima de -43,1 C° graus. No verão, os dias são longos e curtos no inverno. Em dezembro a luz do sol desaparece antes das 16:00 horas. No inverno a água é aquecida, causa da Corrente do Golfo. 

## Ecologia
Ao longo de décadas árvores foram derrubadas para plantações, o que aumentou o risco de extinção de espécies de animais que não eram encontrados em outras partes da Europa. De acordo com um estudo da World Wildlife Fund, em 1992, a Letónia tinha uma população nunca vista antes de cegonhas-negras, lontras, lobos, veados e javalis). Muitas pessoas pensam hoje explorar estes recursos, aproveitando a carne e a pele dos animais.

### Recursos naturais
Não existe um grande número de recursos naturais na Letônia. É encontrado lá o calcário para cimento (6 mil m³), gesso de alta qualidade (165 milhões de m³), argila (375 milhões de m³), dolomita (615 milhões de m³), turfa (480 milhões toneladas), e materiais de construção, incluindo gravilha e areia. Os peixes do mar Báltico são um outro recurso de exportação.

## Um estudo aprofundado: As três grandes regiões

### A Letônia Oriental
A Letônia Oriental é próxima do mar, fazendo elevados níveis de umidade e pluviosidade chegarem ao continente. Na cidade de Daugavpils foi registrado:
-6,6C° em Janeiro
17,6 em Julho
633ml de precipitação em um ano
180 dias chuvosos
72 dias ensolarados
44 dias com nevoeiros
82 dias cobertos por neve
No entanto, com a proximidade com o Golfo de Riga, a muitos períodos chuvosos, prejudicando a agricultura e gerando muitos gastos. Um problema adicional associado a precipitação é a dificuldade de semeadura e colheita mecanizada que ocorre uma vez em agosto ou setembro, o que requer investimentos pesados na secagem de grãos e sistemas de ventilação. Em 1992, ironicamente, a Letónia viveu a maior seca no Verão registadas história, mas ouve fortes chuvas na primavera anterior. O clima úmido tem sido um fator importante na agricultura, pecuária e produção leiteira. Mesmo a maioria das grandes culturas, como a cevada, aveia, e as batatas, são cultivadas para a alimentação animal.
A fisiografia da Letónia foi formada, em grande parte, durante o período Quartenário e do Pleistoceno , quando a terra e detritos foram empurrados pelas geleiras em montes e serras. Planícies ondulantes cobriram 75% do território da Letónia e indicam as principais áreas para agricultura, 25% do território está nas terras altas da serra de tamanho moderado. Cerca de 27% do total do território é cultivável, um exemplo é a Planície Zemgale. As três principais áreas montanhosas estão nas províncias de Kurzeme (oeste da Letónia), Vidzeme (centro da Letônia), e Latgale (leste da Letônia). Existem muitos e florestas, numerosos lagos e rios. Na cidade de Liepaja foi registrado: -2,8C° em janeiro e 16,7C° em julho

### Grandes Planícies
O Mar Báltico banha a costa da Letónia, que abunda nas praias arenosas. No interior, quase toda a superfície é ocupada por grandes planícies, apenas interrompido por baixas colinas que chegam no máximo a 300 metros. O maior é o Lago Lubāns. Existem nesta região muitas turfeiras e pântanos. O rio principal é o rio Daugava (Western Dvina tão bem conhecido), nascido na Rússia.